# Stelconplaat

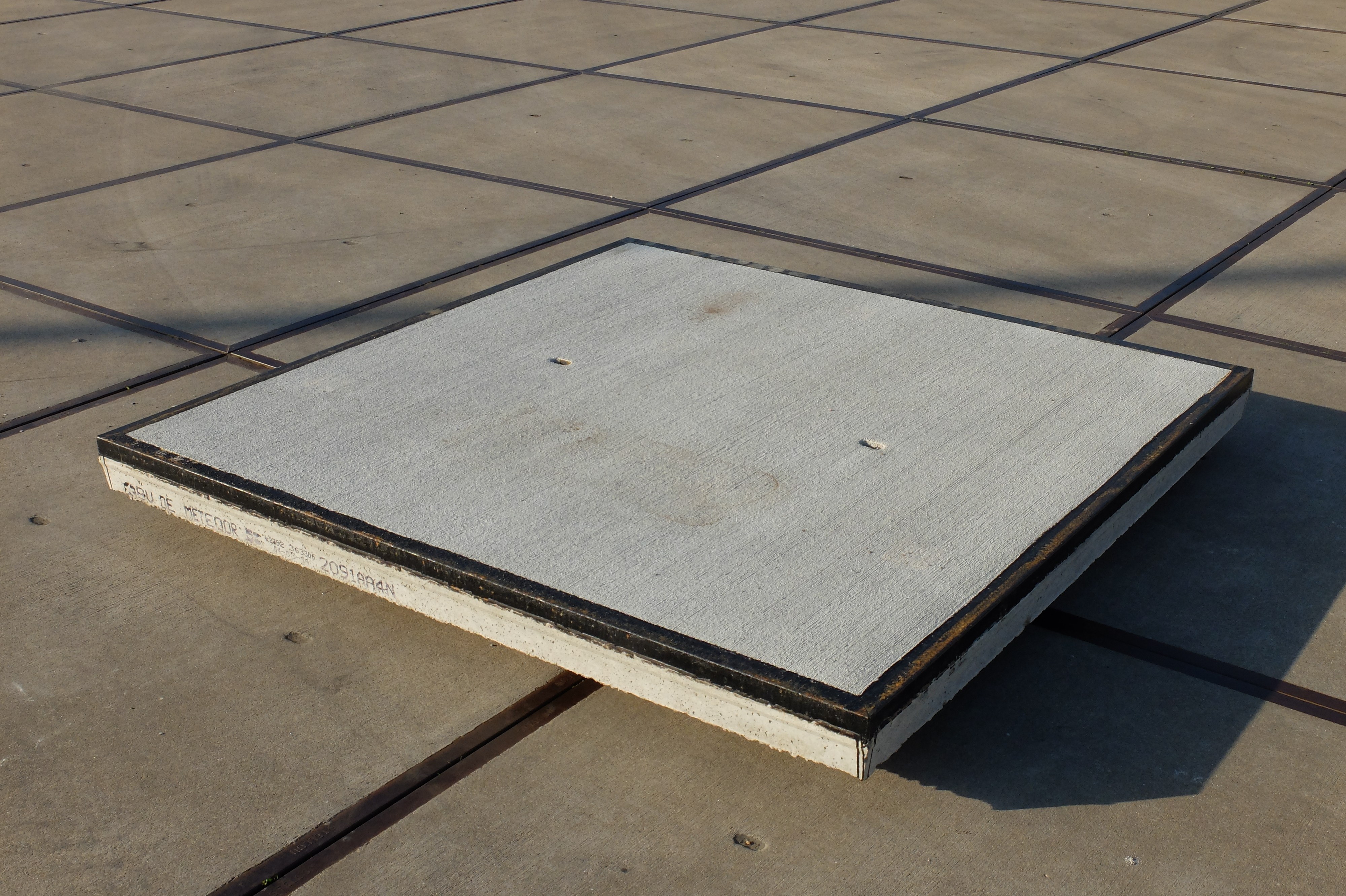
Stelconplaat met de typerende stalen hoekranden (2 × 2 m; dikte: 14 cm)

Een Stelconplaat is een betonnen vloerplaat van gestandaardiseerde afmetingen die veel gebruikt wordt als tijdelijke of permanente verharding van bijvoorbeeld inpandige bedrijfsvloeren, opslagterreinen of wegen.

## Naam
Stelcon is een merknaam en daarmee is Stelconplaat formeel geen soortnaam. Andere leveranciers gebruiken daarom voor min of meer vergelijkbare producten aanduidingen als betonplaat of industrieplaat. De naam Stelcon werd al in 1928 gebruikt en is waarschijnlijk een combinatie van de Engelse woorden 'steel' en 'concrete'.

## Geschiedenis
De N.V. Vigorose Cementindustrie 'De Meteoor' in Rheden begon in 1924 met de fabricage van de Stelconplaat, aanvankelijk aangeduid als 'staaltegels'. In de platen was een verhardingsmateriaal verwerkt, waardoor er zeer weinig slijtage plaatsvond. De platen waren primair bestemd voor verharding van bedrijfsterreinen en loodsen. In 1951 werd de lichtere Stelcon LT plaat ontwikkeld voor minder intensieve belasting. Deze werd vanaf 1952 uitgebreid toegepast door diverse industriële bedrijven. Het bedrijf is tegenwoordig onderdeel van de BTE Holding, een groep van bedrijven die zich puur op prefab beton richten. Het bedrijf maakt onder de geregistreerde naam Stelcon nog steeds vloerplaten.

## Specificaties

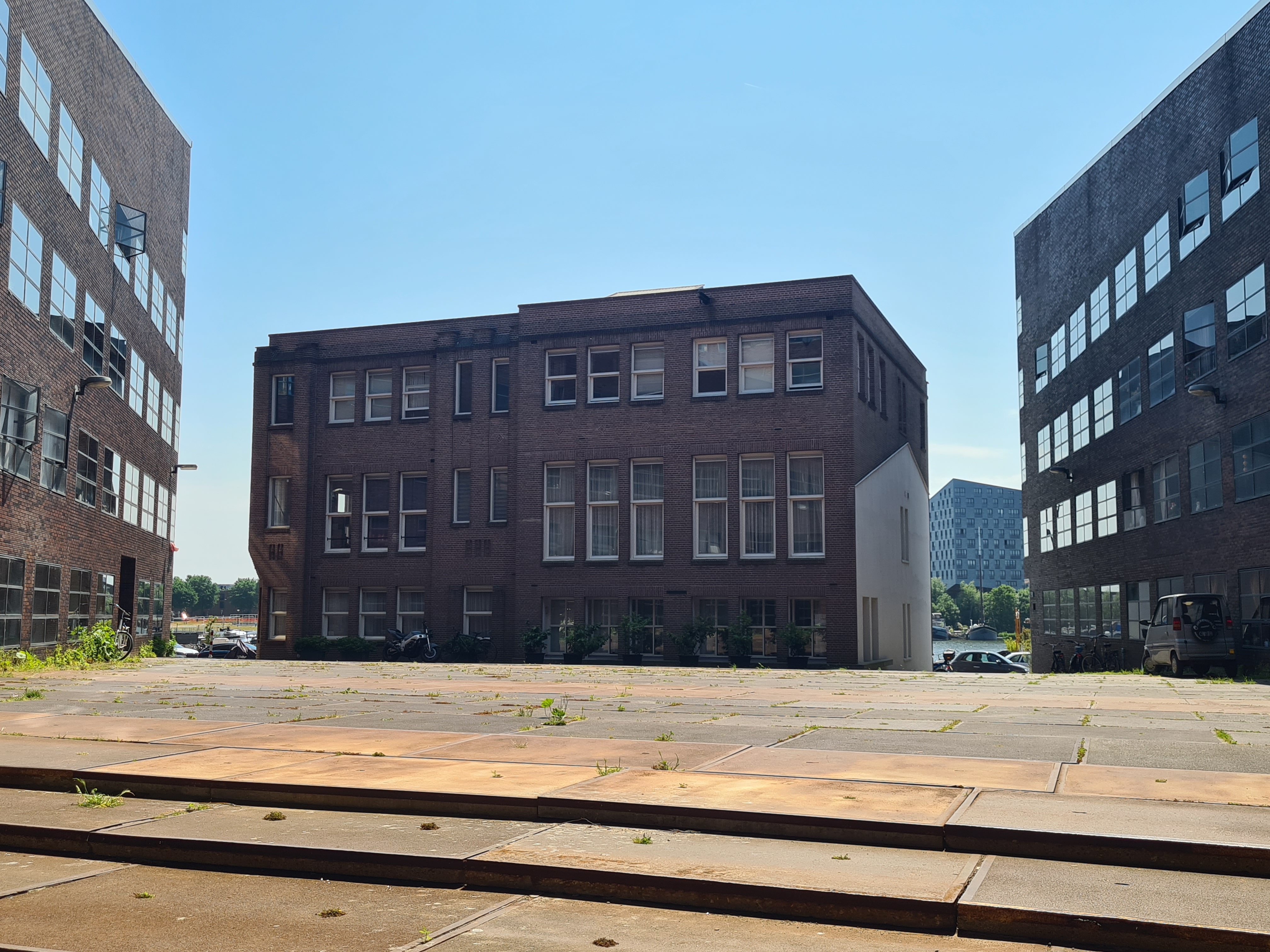
Met stelconplaten geplaveid Piraeusplein in Amsterdam. De roestkleur wordt verkregen door aan het beton ijzersplit toe te voegen

De standaard Stelconplaat meet 2 × 2 meter (meer precies 1995 × 1995 mm) en is gemaakt van constructief beton, voorzien van wapening. Andere standaard formaten zijn 1 × 1,5 en 1 × 2 meter. De standaarddikte is 14 cm, maar er zijn ook Stelconplaten met andere dikten. De platen bestaan met of zonder warmgewalst stalen hoeklijn aan bovenrand. Stelconplaten zijn voorzien van twee hijsgaten, waardoor ze makkelijk kunnen worden opgenomen en gelegd. Begin 21e eeuw wordt ook gebruikgemaakt van een vacuüm hijssysteem, waardoor de hijsgaten overbodig zijn.